# Piquerobi (cacique)
Piquerobi (tupi: Pikyroby, «Piquira verde»)? (c. 1480 — São Paulo de Piratininga, 9 de julho de 1562) foi um líder tupiniquim que lutou para expulsar os colonizadores europeus da capitania de São Vicente. Ficou conhecido por lutar na Guerra de Iguape e na Guerra de Piratininga.
Foi pai de Jaguaranho e irmão do chefe Tibiriçá.

## Genealogia
Estudos genealógicos apontam que o Cacique Piquerobi nasceu por volta de 1480, era filho do poderoso Cacique Amyipaguana e sua mãe era desconhecida. O casal teve muitos filhos, os que entraram para a história foram Tibiriçá, Caiubi, Araraí e Piquerobi.

## História
À época da colonização portuguesa no Brasil, tribos de diferentes etnias viviam em São Paulo. Tibiriçá era líder do aldeamento de Inhapuambuçu, na região central de Piratininga que após a chegada dos jesuítas foi chamada de São Paulo de Piratininga, já Caiubi era cacique da aldeia de Jerubatuba. 
No início da colonização, em São Vicente, os portugueses João Ramalho e António Rodrigues, casaram-se com índias nativas, João Ramalho com Bartira, a filha de Tibiriçá e Antonio Rodrigues com uma das filhas do cacique Piquerobi que apesar de se tornar sogro de um português, discordava de Tibiriçá que se tornara cristão e permitia a fixação de bandeirantes e jesuítas na região que passaram a escravizar os índios e a interferirem nos rituais religiosos.
Piquerobi era um líder indígena, conhecido como "Cacique Piqueroby, morubixaba (chefe guerreiro) da tribo Guaianá dos Hururahy". Suas terras iam da antiga Vila Nossa Senhora da Penha de França até a região que foi nomeada pelos jesuítas de São Miguel dos Ururaí (São Miguel Paulista), na zona leste de São Paulo, atravessando o antigo Cangaíva (Cangaíba) e Jaguaporeruba (Ermelino Matarazzo).
Em 1534, Piquerobi se uniu aos espanhóis, junto com alguns portugueses, para atacar a Vila de São Vicente, saqueando e destruindo, na tentativa de expulsar os colonizadores, no conflito que durou dois anos e ficou conhecido como Guerra de Iguape. Anos mais tarde, o cacique se uniu aos Carijó e aos Guaru para atacar o aldeamento de Tibiriçá, mas seu irmão ficou sabendo do ataque dias antes e conseguiu se preparar para a ofensiva, na primeira guerra entre índios e portugueses no planalto paulista, a Guerra de Piratininga.
Tibiriçá saiu vitorioso com o apoio dos portugueses, assassinando seu irmão Piquerobi e o sobrinho Jaguaranho, em julho de 1562.
Muitos conflitos ocorreram, em diferentes regiões do país, invadindo as terras indígenas e exterminando diversas tribos. Em São Paulo, em fins do século XVIII e meados do século XIX já eram raros os vestígios indígenas, permanecendo, no entanto, muitos nomes que nos apontam as características primitivas das regiões que foram transformadas em sítios e chácaras até os loteamentos urbanos, à época da industrialização, no século XX.

## Homenagem
Adriana Lopes, historiadora dos bairros da zona leste de São Paulo, após pesquisar a contribuição dos povos indígenas na região e a tentativa de defesa das terras do aldeamento Ururaí pelos Guaianá, comandados por Piquerobi, traído e assassinado pelo irmão Tibiriçá que por se aliar aos portugueses está enterrado junto aos jesuítas na Catedral da Sé e foi pintado com traços europeus, excluindo as características das tribos primitivas brasileiras, buscou conhecer as características desses povos que não tem por costume serem retratados, desejando dar-lhe um rosto com traços brasileiros mais fidedignos, referência para futuros estudos.
O Artista plástico, Alex King, sob a orientação do Mestre Robson Miguel, após alguns esboços, criou um rosto para o Cacique Piquerobi para homenagear a resistência dos povos indígenas na região de São Paulo, presenteando a historiadora no lançamento da Bandeira do Cangaíba, em fevereiro de 2020.